# Ширвиндт, Михаил Александрович
Михаи́л Алекса́ндрович Ши́рвиндт (род. 14 августа 1958, Москва) — советский и российский телеведущий, видеоблогер, писатель-мемуарист, теле- и кинопродюсер. Ранее был театральным актёром. Ведущий телепрограмм «Дог-шоу «Я и моя собака»» («НТВ» и «Первый канал», 1995—2005) и «Хочу знать» («Первый канал», 2007—2013).

## Биография
Родился 14 августа 1958 года в Москве; сын актёра Александра Анатольевича Ширвиндта (1934—2024) и архитектора Натальи Николаевны Белоусовой (род. 1935).
Первые семь лет прожил в коммунальной квартире в Скатертном переулке. Пошёл в школу в 1965 году, через год был отчислен и перешёл в другую школу, откуда был отчислен за плохое поведение в 1973 году, другую школу окончил в 1975 году.

Ещё будучи школьником, Михаил Ширвиндт учился из рук вон очень плохо — имел двойки по всем предметам, кроме труда и физкультуры. Любимое занятие Михаила в те школьные годы — взрывать унитазы в туалетах. Делалось это так: Миша «тибрил» с урока химии реактивы, заворачивал их в газеты и спускал во все унитазы. Через несколько минут мощный взрыв унитазов сотрясал школу, и туалеты выходили из строя минимум на месяц. За эти проделки (да и за другие тоже) Мишу Ширвиндта выгоняли из двух школ.— 
В 1975 году поступил в Театральное училище им. Щукина, но в 1977 году был отчислен «за поступок, несовместимый со званием комсомольца» — надругался над государственным флагом: 7 ноября 1977 года он забрался в компании других студентов на крышу архитектурного института, сорвав советский флаг. По мотивам этих событий снят фильм «Русский регтайм». Работал в ВИА «Самоцветы» — грузчиком, радистом, монтировщиком декораций и нянчил Преснякова и Маликова. Через два года восстановился в комсомоле и институте, и в 1981 году окончил обучение. В период после отчисления из училища работал монтировщиком декораций в театре «Современник». В 1981 году поступил на работу в театр «Сатирикон» под руководством Аркадия Райкина и проработал там до 1989 года.
В 1989 году ушёл из театра вместе с женой. С 1989 года по 1995 год занимался кинопродюсированием («Русский регтайм», «Летние люди», «Священный груз» (США)).

### Карьера на телевидении
В 1992 году начал работать на телевидении как автор и ведущий передачи «Лотто-Миллион».
В 1992 году вместе с А. И. Коняшовым создал студию «Весы», позже — телекомпанию «Живые новости».
С 16 апреля 1995 до 28 августа 2005 года вёл телепрограмму «Дог-шоу. Я и моя собака» изначально на телеканале НТВ, затем — на «Первом канале». После 2004 года прекратил своё сотрудничество с НТВ ввиду собственного несогласия с тогдашней программной политикой канала.
В 2004 году, когда «Дог-шоу» с бессменным ведущим выходила в эфир уже почти десять лет, была издана книга «Собачья жизнь Михаила Ширвиндта», которая, по словам автора, появилась на свет в качестве своеобразного подведения итогов его «„собачьей“ деятельности и общей „особаченности“ жизни». Туда вошли советы хозяевам собак, а также разнообразные истории и просто забавные факты по теме.
Как телепродюсер выпускал передачи: «Живые новости с Татьяной Морозовой», «Путешествия натуралиста с Павлом Любимцевым», «Растительная жизнь с Павлом Лобковым», «Путёвка в жизнь с Родионом Нахапетовым», «Охотники за рецептами с Любовью Полищук и Сергеем Цигалем», «Музыкальная история», «Хоббиты с Василием Уткиным», «От смешного до великого». Документальные фильмы — «Роберт Стуруа репетирует Гамлета», «Процесс Синявского и Даниэля», «Великий Октябрь: голая правда» и др.
В 2007—2009 годах вместе со своим отцом был ведущим передачи «Браво, артист!» на канале «ТВ Центр». С 13 января 2007 до 1 марта 2013 года вёл передачу «Хочу знать» на «Первом канале».
В настоящий момент отказывается сотрудничать с какими-либо телеканалами:
По эфиру ровным слоем размазаны ток-шоу с бесконечными криками. <…> Это позор и бесчестие, если двумя словами. Формат тут не спасает. Я ввёл для себя санкции на телевидение в ответ на то, что оно положило большой болт на нас всех. У меня эти кнопки отключены.
Весной 2022 года получил предложение стать ведущим телеигры «Сто к одному» на телеканале «Россия-1» (вместо покинувшего телеканал Александра Гуревича), но отказался от него ввиду общей программной политики телеканала.

### Ресторанный бизнес
В 2000 году вместе с Антоном Табаковым открыл ресторан «Штольц» на Саввинской набережной, однако в 2006 году заведение было закрыто после «рейдерского захвата».
В мае 2015 года на Малой Бронной был открыт новый ресторан — кафе еврейской кухни «Семь сорок», впоследствии из-за финансовых и кадровых проблем с июля 2017 года на этом же месте появилось кафе Bronco, также принадлежащее Ширвиндту. Кафе Bronco закрыто в 2019 году.

### Дальнейшая деятельность
В декабре 2017 года открыл собственный канал на YouTube, где стал выпускать проект «Съедобное несъедобное», в котором рассказывается о кухнях народов мира.
В 2017 году выпустил автобиографическую книгу «Мемуары двоечника».

## Общественная позиция
В марте 2020 года подписал обращение против принятия поправок к Конституции РФ, предложенных президентом Путиным. 

## Личная жизнь
Первая жена — Елена. Сын от первого брака — Андрей Михайлович (род. 1981), назван в честь Андрея Миронова, который был его крёстным отцом; доцент кафедры гражданского права юридического факультета МГУ, кандидат юридических наук, декан Российской школы частного права. Три внучки.
Вторая жена — Татьяна Павловна Морозова (род. 1959), актриса, танцовщица и телеведущая (НТВ). В 2019 году Ширвиндт подал в суд иск о расторжении брака с Морозовой. Дочь — Александра (род. 1986), искусствовед. Внуки — Семён и Матвей (род. 2020).
Третья жена — Анастасия Пономарёва, брак был заключён зимой 2019—2020 годов, сын Михаил (род. 2020).

### Увлечения
Болеет за московский футбольный клуб «Спартак».